# Регионален федерален съд на Трети регион
Регионален федерален съд на Трети регион (на португалски: Tribunal Regional Federal da 3ª Região, TRF3) с официално седалище в Сао Пауло е едно от шестте регионални федерални съдилища в Бразилия - второинстанционен съд на федералното правосъдие в Бразилия, чиято юрисдикция се разпростира върху щатите Сао Пауло и Мато Гросо до Сул.

## Състав
Регионалният федерален съд на Трети регион се състои от четиридесет и трима съдии, наричани федерални десембаргадори. Тридесет и четирима десембаргадори от състава на съда са федерални съдии с десетгодишен опит, петима са адвокати с десетгодишен опит, а четирима са членове на федералната прокуратура.
Членовете на съда се групират в десет специализирани състава от по четирима съдии, които състави от своя страна се групират в три специализирани секции на съда:
- I специализирана секция — обединява 1, 2 и 5 специализирани състави, които разглеждат дела, касаещи широк кръг от правни въпроси — дела от наказателен характер, дела, касаещи социалното осигуряване, работниците в селското стопанство, дела, касаещи частноправни въпроси, индустриалната собственост, създаването, закриването и промяната на търговски лица, публичните регистри и др.;
- II специализирана секция — обхваща 3, 4 и 6 специализирани състави, които разглеждат дела от общественоправен характер, включително даване и отнемане на гражданство, обществени търгове, образование, регистрация и упражняване на професионална дейност, данъци и ценообразуване, експропиации, обжалване на административни актове, както и дела, касаещи социалното осигуряване, които не попадат в областта на компетенцията на I и III специализирани секции;
- III специализирана секция — обединява 7, 8, 9 и 10 специализирани състави, които разглеждат дела свързани със социалното осигуряване, с изключение на въпросите, които са от компетенцията на I и II специализирани секции.

Освен трите специализирани секции в съда работят един Специален орган и един Ваканционен състав.
Специалният орган на съда се състои от осемнадесетте май-възрастни съдии, в това число председателя и заместник-председателя на съда, и регионалния федерален корежедор (инспектор), които се избират от пленума на съда измежду членовете на Специализирания орган. Основната задача на Спеиализирания орган на съда е да управлява организацията на първоинстанционните федерални съдилища в двата щата и да разглежда дела, подсъдими по които са съдии от първоинстанционните федерални съдилища, които се намират в юрисдикцията на съда. Основните прерогативи на Специализирания орган включват:
- да избира един съдия от състава на съда и един първоинстанционен федерален съдия от Мато Гросо, които да попълнят квотата на съда в Регионалния електорален съд съобразно разпоредбите на конституцията;
- да разрешава отпуски на членовете на съда;
- да обявява членове на съда и на първоинстанционните съдилища за неправоспособни;
- да организира комисии;
- да организира конкурси за заместващи федерални съдии;
- да премества или освобождава от работа първоинстанционни федерални съдии, съблюдавайки критериите за добро администриране на федералната правораздавателна система в региона на юрисдикцията на съда;
- да инициира провеждане на специални административно-наказателни процедури срещу федерални съдии, както и да нарежда тяхното отстраняване от длъжност, в случаите, предвидени от законите на страната;
- да отстранява от длъжност федерални съдии, срещу които са повдигнати обвинения за извършване на престъпление от криминален характер;
- да налага и прилага наказания на членове на съда и на съдии от първа инстанция;
- да разглежда жалби срещу административни актове;
- да се произнася като първа инстанция по дела за криминални деяния и престъпления по служба, повдигнати срещу членове първоинстанционни федерални съдилища в юрисдикцията на съда, в това число съдии от военните и трудовите съдилища, и членове на прокуратурата.
- да извършва преглед и отмяна на техните решения;

Ваканционният състав на съда заседава само по време на официалните ваканции — в периодите 1-31 януари и 1-31 юли всяка година, и се състои от председателя на съда и трима съдии — по един от всяка специализирана секция.

## Юрисдикция
До 2013 г. юрисдикцията на съда обхваща щатите Сао Пауло и Мато Гросо до Сул. През 2013 г. Конгресът на Бразилия приема конституционна поправка, която отделя Мато Гросо до Сул от юрисдикцията на съда и го присъединява към юрисдикцията на новосъздадения Регионален федерален съд на Шести Регион. Конституционната поправка обаче е суспендирана от Върховния федерален съд, което запазва предишното статукво. 
Седалището на Регионалния федерален съд на Трети регион се намира на прочутия булевард Авенида Паулиста в Сао Пауло.
Един от основните прерогативи на Регионалния съд е да определя броя, вида и териториалната юрисдикция на първоинстанионните федерални съдилища в Трети съдебен регион. За по-ефективнaтa организация на федералното правораздаване юрисдикцията на съда се поделя на две основни части, наричани съдебни секции (seçãos judiciárias), чиято юрисдикция обхваща един от щатите в юрисдикцията на Регионалния съд, а седалищата им — териториални представителства на Регионалния съд — се намират в столиците на съответните щати. Всяка секция от своя страна се поделя на няколко съдебни окръга — съдебни подсекции (subseçãos judiciárias), чиято юрисдикция обхваща една или няколко общини. Във всяка съдебна подсекция функционират определен от Регионалния съд брой първоинстанционни федерални съдилища (на португалски: varas federais).
- Юридическа секция Сао Пауло със седалище в Сао Пауло е поделена на 42 подсекции:

1. подсекция Сао Пауло;
2. подсекция Рибейрао Прето;
3. подсекция Сао Жозе дос Кампос;
4. подсекция Сантос;
5. подсекция Кампинас;
6. подсекция Сао Жозе до Рио Прето;
7. подсекция Арасатуба;
8. подсекция Пирасикабa;
9. подсекция Сорокабa;
10. подсекция Мариля;
11. подсекция Президенте Пруденте;
12. подсекция Франка;
13. подсекция Сао Бернардо до Кампо;
14. подсекция Сао Карлос;
15. подсекция Асис;
16. подсекция Жау;
17. подсекция Гаратингета;
18. подсекция Гуарильос;
19. подсекция Араракуара;
20. подсекция Таубате;
21. подсекция Тупа;
22. подсекция Браганса Паулиста;
23. подсекция Жалес;
24. подсекция Оуриньос;
25. подсекция Санто Андре;
26. подсекция Сао Жоао да Боа Виста;
27. подсекция Жундиаи;
28. подсекция Регистро;
29. подсекция Осаско;
30. подсекция Ботукату;
31. подсекция Аваре;
32. подсекция Можи дас Крузес;
33. подсекция Американа;
34. подсекция Карагататуба;
35. подсекция Катандува;
36. подсекция Андрадина;
37. подсекция Баретос;
38. подсекция Итапева;
39. подсекция Мауа;
40. подсекция Сао Висенте;
41. подсекция Линс.

- Юридическа секция Мато Гросо до Сул със седалище в Кампо Гранде е поделена на седем подсекции:

1. подсекция Кампо Гренде;
2. водсекция Дурадос;
3. подсекция Тре Лагоас;
4. подсекция Корумба;
5. подсекция Понта Пора;
6. подсекция Навираи;
7. подсекция Кошим.